# Ituero de Azaba
Ituero de Azaba é um município da Espanha na província de Salamanca, comunidade autónoma de Castela e Leão, de área 27,46 km² com população de 264 habitantes (2007) e densidade populacional de 10,03 hab/km².

## Demografia
| Variação demográfica do município entre 1991 e 2004 | Variação demográfica do município entre 1991 e 2004 | Variação demográfica do município entre 1991 e 2004 | Variação demográfica do município entre 1991 e 2004 |
| --------------------------------------------------- | --------------------------------------------------- | --------------------------------------------------- | --------------------------------------------------- |
| 1991                                                | 1996                                                | 2001                                                | 2004                                                |
| 351                                                 | 312                                                 | 271                                                 | 276                                                 |